# Scorlupella montana
Scorlupella montana är en insektsart som först beskrevs av Becker 1865.  Scorlupella montana ingår i släktet Scorlupella och familjen sköldstritar. Inga underarter finns listade i Catalogue of Life.